# Gateway GPRS Support Node
 (février 2024).
Si vous disposez d'ouvrages ou d'articles de référence ou si vous connaissez des sites web de qualité traitant du thème abordé ici, merci de compléter l'article en donnant les références utiles à sa vérifiabilité et en les liant à la section « Notes et références ».

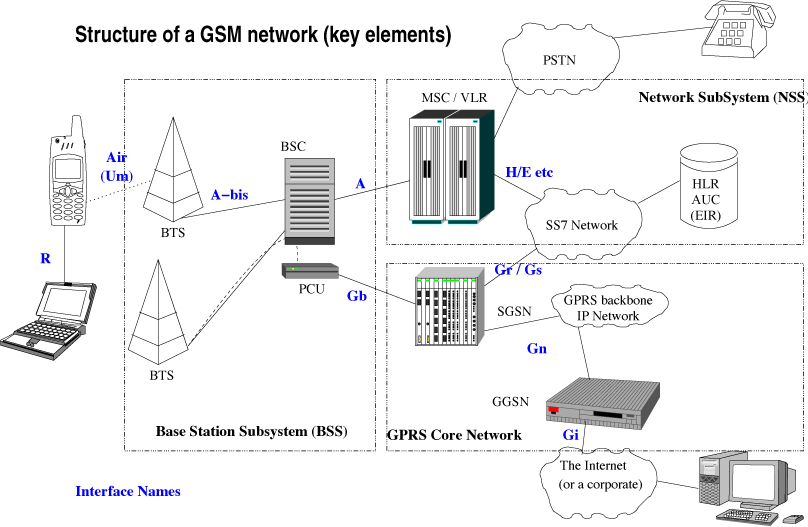
Schéma d'un réseau GSM.

Le GGSN (Gateway GPRS Support Node) est une passerelle d’interconnexion entre le réseau paquet mobile (GPRS ou UMTS) et les réseaux IP externes.
Le GGSN transmet le trafic au SGSN actif pour la station mobile (MS) associée à l'adresse du protocole (l'adresse IP par exemple). La structure de données permettant la session entre le SGSN et le GGSN est appelée contexte PDP. La MS (le terminal de l'abonné) peut avoir plusieurs contextes PDP actifs simultanément ou aucun. Le GGSN permet ainsi la mobilité en assurant la transmission des paquets de données vers la MS.
Le GGSN a les fonctions principales suivantes :
1. il contient des informations de routage (traduction de l’APN représentant le réseau externe à atteindre en adresse IP) ;
2. il gère la session (le contexte PDP qui contient les informations de QoS, login (identifiant) et password (mot de passe) de l'utilisateur) ;
3. il collecte des données de trafic pour la facturation ;
4. il fait fonction de pare-feu ;
5. il est relié au SGSN via une dorsale GPRS.